# Coccophagus zebratus
Coccophagus zebratus är en stekelart som beskrevs av Howard 1907. Coccophagus zebratus ingår i släktet Coccophagus och familjen växtlussteklar.
Artens utbredningsområde är Sri Lanka. Inga underarter finns listade i Catalogue of Life.